# Café-restaurant Paon Royal
Le café-restaurant Paon Royal  est un immeuble de styles Art nouveau et éclectique réalisé par Émile Van Averbeke et Émile Thielens en 1899. Il se situe à Anvers en région flamande (Belgique).

## Situation
Cet imposant immeuble se situe aux nos 24 et 25 de la Place Reine Astrid (en néerlandais : Koningin Astridplein) d'Anvers à proximité de la gare et du zoo d'Anvers.

## Description
Cet imposant immeuble est d'ordonnance éclectique et de décoration Art nouveau par la présence de plusieurs groupes de sgraffites. Le rez-de-chaussée ne présente aucun intérêt architectural.

### Façade
La façade est symétrique, comportant quatre niveaux (trois étages) et cinq travées. Les trois travées centrales, plus larges et en légère saillie sont surmontées d’une massive grande-lucarne rectangulaire. Les travées centrales de la façade sont couronnées d’un attique à balustrade. Les baies du deuxième étage, en triplet sont séparées par des colonnettes, à plein cintre mais à extrados à arc brisé, s’inscrivant dans des sortes de niches (une par travée) se terminant en arcs plein cintre, lesquels déterminent des espaces ornés de sgraffites. Les vitraux d'origine représentant des paons ont disparu.

### Sgraffites
Les trois travées centrales possèdent trois sortes de sgraffites. Sur l'entablement, sous la balustrade couronnant la façade, se logent trois suites de huit sgraffites rectangulaires représentant des fleurs stylisées et séparées par des figures sculptées dans la pierre. Au tympan des trois triplets du deuxième étage, les trois sgraffites centraux sont ornés de ramages stylisés de type Art nouveau de couleur orangée sur fond rouge-brun auxquels répondent trois mosaïques faisant figurer chacun deux paons blancs sur fond brun logés des allèges entre les premier et deuxième étages.
Les deux travées latérales possèdent chacune trois sgraffites rectangulaires aux motifs végétaux placés aux allèges des baies des premier et deuxième étages ainsi qu'au tympan de celles du deuxième étage.

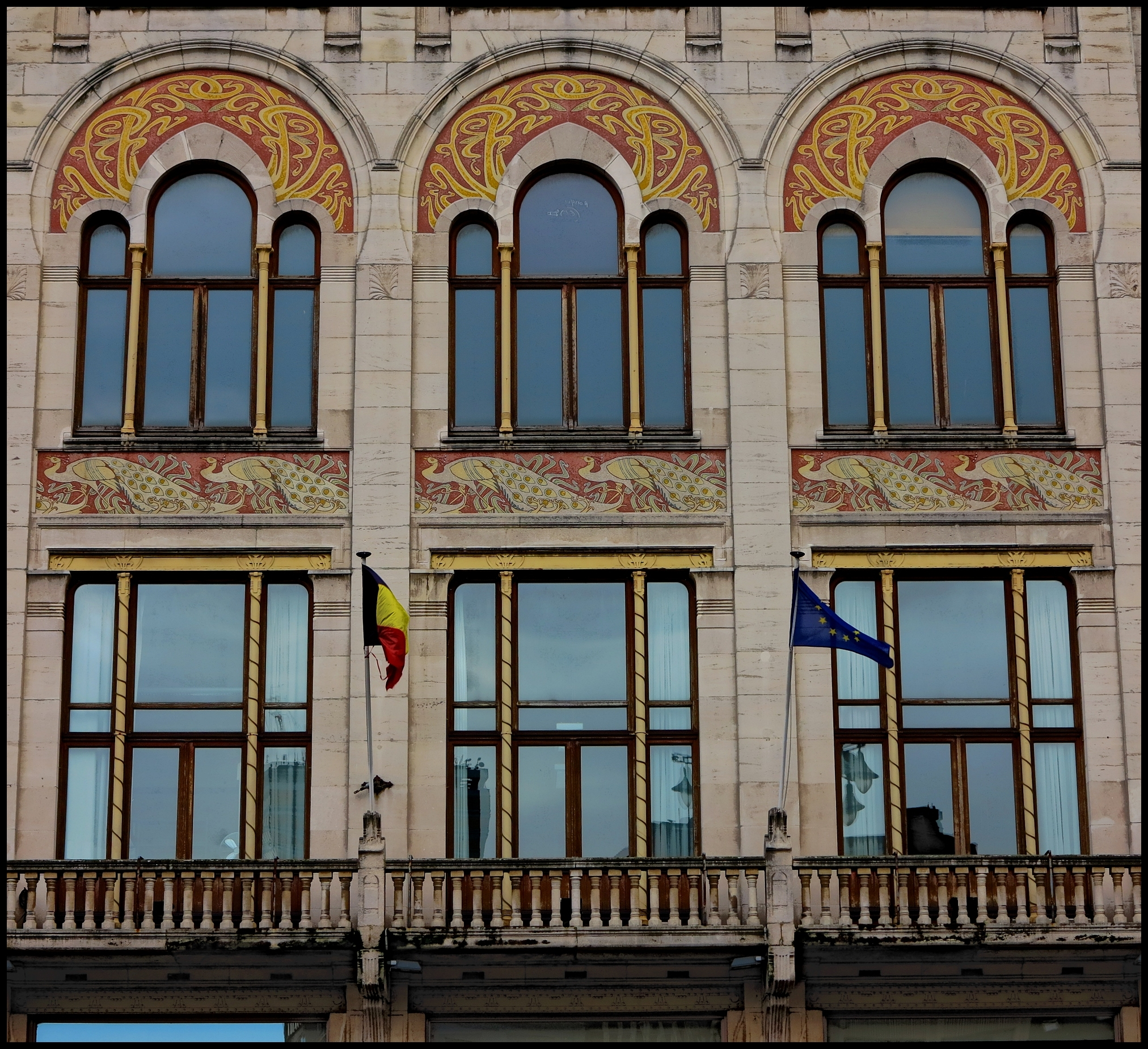
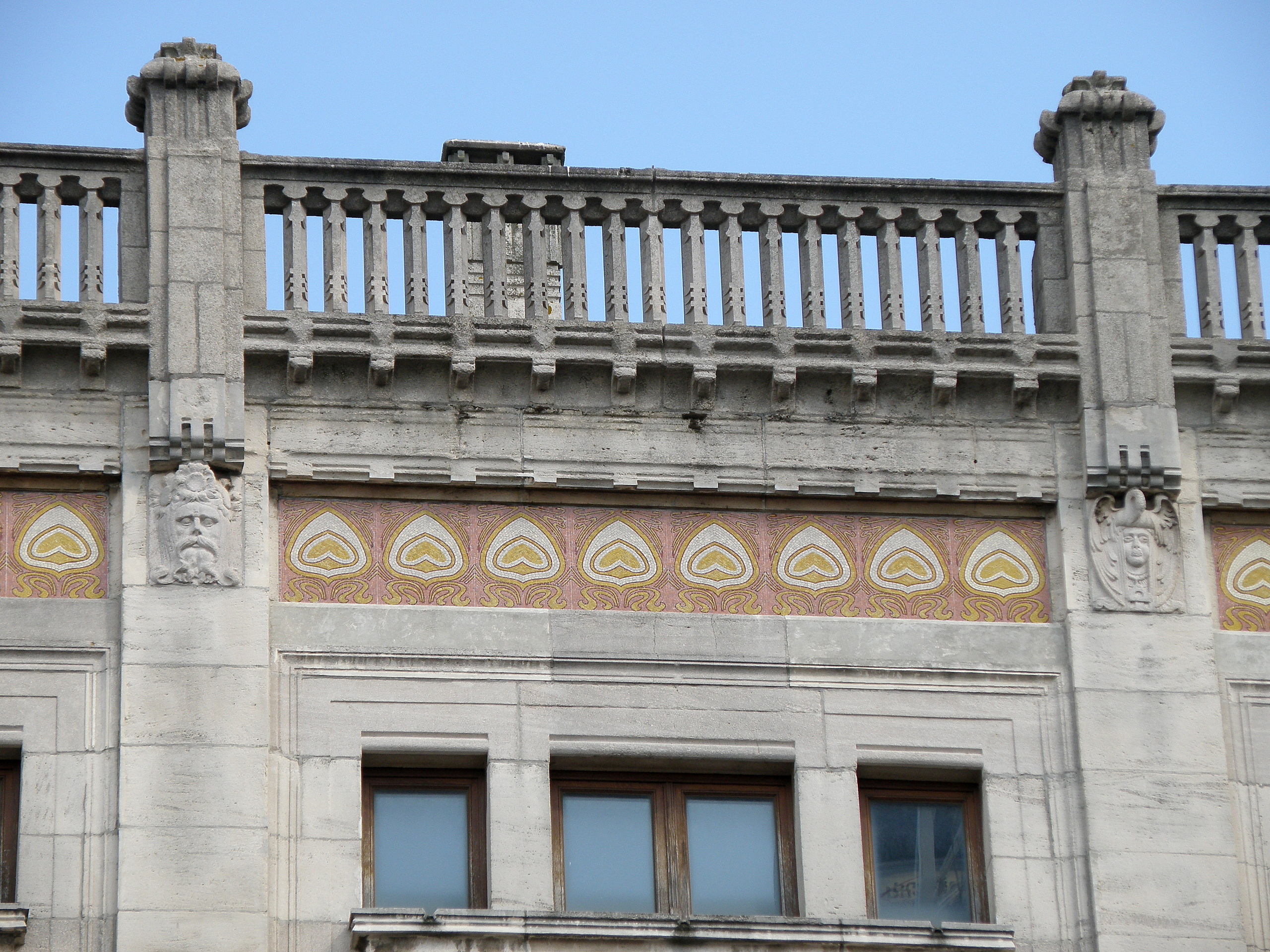
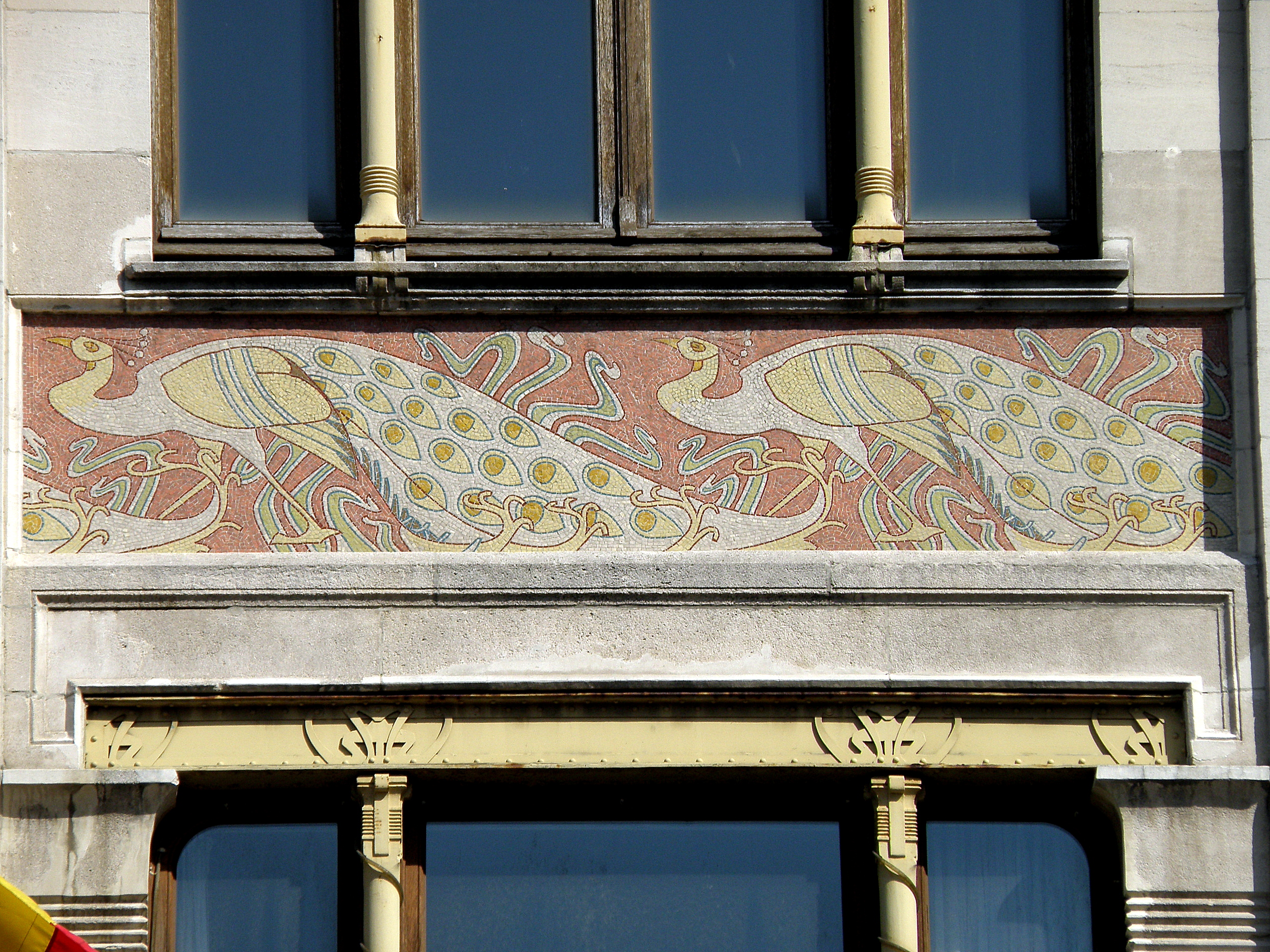

## Sources
- (nl)https://inventaris.onroerenderfgoed.be/erfgoedobjecten/7026
- Art nouveau en Belgique, Architecture et intérieurs de Françoise Dierkens-Aubry et Jos Vandenbreeden, Ed. Duculot.
- (nl) AERTS W., Emiel Van Averbeke (1876-1946). Stadshoofdbouwmeester. Zijn bijdrage tot de moderne bouwkunst te Antwerpen, onuitgegeven licentiaatsverhandeling Rijksuniversiteit Gent, 1977, p. 12, 105.
- (nl) VANHOVE B., De Art Nouveau-architectuur in het Antwerpse: een doorsnede, onuitgegeven licentiaatsverhandeling Rijksuniversiteit Gent, 1978, p. 75.